# Hammarby Idrottsförening Fotboll 2021
Questa voce raccoglie le informazioni riguardanti l'Hammarby Idrottsförening, meglio conosciuto come Hammarby IF o semplicemente Hammarby, nelle competizioni ufficiali della stagione 2021.

## Maglie e sponsor
Confermato Craft come sponsor tecnico, a partire dal febbraio 2021 il main sponsor è diventato l'azienda di bevande al cioccolato Huski Chocolate, che ha sottoscritto una partnership quadriennale definita dai media come quello che probabilmente è il più grande accordo di sponsorizzazione stipulato nel calcio svedese.

Rispetto agli anni precedenti, la prima maglia non prevede più le strisce verticali biancoverdi, essendo tornata bianca. La maglia da trasferta rimane a strisce giallonere, il terzo kit è interamente verde.
| Casa | Trasferta | Terza divisa |

## Rosa
| N. |                       | Ruolo | Calciatore                                 |
| -- | --------------------- | ----- | ------------------------------------------ |
| 1  | Danimarca (bandiera)  | P     | David Ousted                               |
| 2  | Svezia (bandiera)     | D     | Simon Sandberg                             |
| 3  | Svezia (bandiera)     | D     | Dennis Widgren                             |
| 4  | Svezia (bandiera)     | D     | Richard Magyar                             |
| 5  | Svezia (bandiera)     | D     | Mohanad Jeahze                             |
| 6  | Svezia (bandiera)     | C     | Darijan Bojanić (capitano dal 23/08)       |
| 7  | Slovenia (bandiera)   | A     | Aljoša Matko                               |
| 8  | Danimarca (bandiera)  | C     | Jeppe Andersen (capitano fino al 23/08)    |
| 9  | Brasile (bandiera)    | A     | Paulinho                                   |
| 11 | Montenegro (bandiera) | C     | Vladimir Rodić                             |
| 13 | Danimarca (bandiera)  | D     | Mads Fenger                                |
| 15 | Svezia (bandiera)     | C     | Mayckel Lahdo                              |
| 16 | Svezia (bandiera)     | A     | Gustav Ludwigson (vice capitano dal 23/08) |

| N. |                           | Ruolo | Calciatore             |
| -- | ------------------------- | ----- | ---------------------- |
| 17 | Svezia (bandiera)         | C     | Abdul Khalili          |
| 20 | Ghana (bandiera)          | A     | David Accam            |
| 21 | Svezia (bandiera)         | A     | Astrit Selmani         |
| 23 | Islanda (bandiera)        | D     | Jón Guðni Fjóluson     |
| 24 | Svezia (bandiera)         | P     | Oliver Dovin           |
| 25 | Svezia (bandiera)         | P     | Davor Blažević         |
| 29 | Costa d'Avorio (bandiera) | A     | Bayéré Junior Loué     |
| 31 | Svezia (bandiera)         | C     | Aimar Sher             |
| 32 | Costa d'Avorio (bandiera) | D     | Aziz Ouattara Mohammed |
| 33 | Nigeria (bandiera)        | C     | Akinkunmi Amoo         |
| 42 | Danimarca (bandiera)      | C     | Bjørn Paulsen          |
| 44 | Svezia (bandiera)         | C     | Williot Swedberg       |

## Risultati

### Allsvenskan

#### Girone di andata
| Arbitro: | Mohammed Al-Hakim |

|                                               |           |                             |
| Christiansen 36’ (rig.) Rieks 40’ Knudsen 89’ | Marcatori | 21’ Ludwigson 45+7’ Khalili |

| Arbitro: | Adam Ladebäck |

|                        |           |  |
| Amoo 45’ Ludwigson 75’ | Marcatori |  |

| Arbitro: | Glenn Nyberg |

|                           |           |  |
| Stefanelli 43’ Bahoui 77’ | Marcatori |  |

| Arbitro: | Kaspar Sjöberg |

|             |           |               |
| Khalili 55’ | Marcatori | 8’ Jeremejeff |

| Arbitro: | Fredrik Klitte |

|                                   |           |                       |
| Khalili 14’ Andersen 46’ Amoo 51’ | Marcatori | 50’ Ortmark 89’ Bulut |

| Arbitro: | Bojan Pandžić |

|             |           |                                    |
| Mörfelt 33’ | Marcatori | 67’ Ouattara 74’ Fenger 90+3’ Amoo |

| Arbitro: | Kristoffer Karlsson |

|                           |           |                             |
| Ludwigson 48’ Selmani 80’ | Marcatori | 45+4’ Holmberg 57’ Finndell |

| Arbitro: | Granit Maqedonci |

|                          |           |              |
| Romário 39’ Sjöstedt 68’ | Marcatori | 7’ Ludwigson |

| Arbitro: | Mohammed Al-Hakim |

|           |           |                 |
| Accam 72’ | Marcatori | 90+1’ Antonsson |

| Arbitro: | Kristoffer Karlsson |

|                                                                  |           |             |
| Bojanić 44’ Amoo 52’ Swedberg 81’ Andersen 90+2’ Ludwigson 90+4’ | Marcatori | 45+1’ Saidi |

| Arbitro: | Bojan Pandžić |

|  |           |                       |
|  | Marcatori | 1’ Selmani 69’ Jeahze |

| Arbitro: | Fredrik Klitte |

|                           |           |              |
| Ludwigson 26’ Paulsen 83’ | Marcatori | 2’ Adegbenro |

| Arbitro: | Adam Ladebäck |

|           |           |             |
| Kpozo 38’ | Marcatori | 68’ Selmani |

| Göteborg 8 agosto 2021, ore 17:30 14ª giornata | IFK Göteborg | 0 – 0 referto | Hammarby | Ullevi (9 337 spett.)\| Arbitro: \| Victor Wolf \| |
| Arbitro:                                       | Victor Wolf  |               |          |                                                    |

| Arbitro: | Andreas Ekberg |

|  |           |                          |
|  | Marcatori | 26’ Alm 67’ Bernhardsson |

#### Girone di ritorno
| Arbitro: | Kristoffer Karlsson |

|                              |           |                                  |
| Bernhardsson 5’ Ondrejka 80’ | Marcatori | 90+1’ Matko 90+5’ (rig.) Khalili |

| Arbitro: | Mohammed Al-Hakim |

|                          |           |                   |
| Ludwigson 2’ Selmani 68’ | Marcatori | 6’ (aut.) Paulsen |

| Arbitro: | Victor Wolf |

|                                               |           |               |
| Eriksson 30’ Ekdal 39’ Asoro 42’ Chilufya 74’ | Marcatori | 19’ Ludwigson |

| Arbitro: | Kristoffer Karlsson |

|            |           |  |
| Amoo 45+3’ | Marcatori |  |

| Arbitro: | Kaspar Sjöberg |

|                                  |           |  |
| Amoo 6’ Ouattara 45+3’ Rodić 70’ | Marcatori |  |

| Arbitro: | Mohammed Al-Hakim |

|                  |           |              |
| Jeremejeff 45+2’ | Marcatori | 31’ Fjóluson |

| Arbitro: | Victor Wolf |

|                                               |           |                      |
| Levi 16’ (rig.) Adegbenro 45+1’ Adegbenro 79’ | Marcatori | 64’ (aut.) Wahlqvist |

| Arbitro: | Andreas Ekberg |

|          |           |  |
| Amoo 58’ | Marcatori |  |

| Arbitro: | Kaspar Sjöberg |

|                                                                        |           |                                     |
| Sonko Sundberg 15’ (aut.) Swedberg 24’ Ludwigson 77’ Amoo 90+3’ (rig.) | Marcatori | 8’ Weymans 14’ Turgott 19’ Fritzson |

| Arbitro: | Fredrik Klitte |

|  |           |            |
|  | Marcatori | 26’ Magyar |

| Arbitro: | Granit Maqedonci |

|                             |           |  |
| Moros Gracia 47’ Moro 90+1’ | Marcatori |  |

| Arbitro: | Mohammed Al-Hakim |

|                                     |           |                               |
| Sandberg 52’ Amoo 66’ Ludwigson 85’ | Marcatori | 44’ (aut.) Paulsen 64’ Besara |

| Arbitro: | Kristoffer Karlsson |

|               |           |                                                           |
| Edvardsen 88’ | Marcatori | 19’ Paulsen 33’ (rig.) Selmani 56’ Paulinho 77’ Ludwigson |

| Halmstad 28 novembre 2021, ore 17:30 29ª giornata | Halmstad       | 0 – 0 referto | Hammarby | Örjans Vall (4 277 spett.)\| Arbitro: \| Kaspar Sjöberg \| |
| Arbitro:                                          | Kaspar Sjöberg |               |          |                                                            |

| Arbitro: | Adam Ladebäck |

|                                                          |           |                                        |
| Selmani 6’ Selmani 19’ Selmani 23’ Selmani 50’ Matko 76’ | Marcatori | 33’ Jansson 56’ J. Ring 73’ Israelsson |

### Svenska Cupen 2020-2021

#### Gruppo 8
| Arbitro: | Farouk Nehdi |

|                                                 |           |                   |
| Andersen 11’ Selmani 17’ Khalili 47’ Fenger 70’ | Marcatori | 67’ Ahl Holmström |

| Arbitro: | Farouk Nehdi |

|  |           |                                   |
|  | Marcatori | 6’ (aut.) Sawo 59’ Amoo 61’ Rodić |

| Arbitro: | Mohammed Al-Hakim |

|                                  |           |                                |
| Amoo 19’ Rodić 56’ Ludwigson 82’ | Marcatori | 49’ Ylätupa 73’ (rig.) Larsson |

#### Fase finale
| Arbitro: | Joakim Östling |

|                                      |           |                                 |
| Andersen 10’ Ludwigson 93’ Accam 99’ | Marcatori | 87’ (rig.) Petrović 110’ Kozica |

| Arbitro: | Fredrik Klitte |

|  |           |              |
|  | Marcatori | 42’ Ouattara |

| Arbitro: | Kaspar Sjöberg |

|                                    |                      |                                          |
| Paulinho Accam Fenger Sher Selmani | Tiri di rigore 5 – 4 | Faltetas Bengtsson Toivio Traoré Youssef |

### Svenska Cupen 2021-2022
| Arbitro: | Henrik Mohlin |

|             |           |                               |
| Wickman 79’ | Marcatori | 64’ Rodić 87’ Lahdo 90’ Lahdo |

### UEFA Europa Conference League 2021-2022

#### Turni preliminari
| Arbitro: | Nicholas Walsh |

|                                            |           |            |
| Selmani 55’ Selmani 64’ Selmani 87’ (rig.) | Marcatori | 60’ Žugelj |

| Arbitro: | Juan Martínez Munuera |

|  |           |          |
|  | Marcatori | 5’ Accam |

| Arbitro: | Yevhenii Aranovskiy |

|                                   |           |               |
| Jovanović 22’ Docić 40’ Docić 53’ | Marcatori | 25’ Ludwigson |

| Arbitro: | Dennis Higler |

|                                                             |           |            |
| Jeahze 12’ Selmani 26’ Paulsen 44’ Swedberg 67’ Selmani 72’ | Marcatori | 64’ Ndiaye |

#### Spareggi
| Arbitro: | Sergej Ivanov |

|                                         |           |             |
| Cabral 30’ Cabral 87’ Cabral 90’ (rig.) | Marcatori | 71’ Khalili |

| Arbitro: | Bobby Madden |

|                                         |                      |                                   |
| Fjóluson 48’ Fjóluson 54’ Ouattara 101’ | Marcatori            | 109’ (rig.) Cabral                |
| Bojanić Paulinho Accam Fenger Sandberg  | Tiri di rigore 3 – 4 | Cömert Frei Pelmard Pululu Cabral |